# Hendé
Hendé ou Hendel est un village de la Région du Littoral du Cameroun, situé dans la commune de Ngambe. 

## Population et développement
En 1967, la population de Hendé était de 13 habitants, essentiellement des Babimbi du peuple Bassa. La population de Hendé était de 65 habitants dont 30 hommes et 35 femmes, lors du recensement de 2005.  